# Alan Scotthorne
Alan Scotthorne is een Brits sportvisser.

## Levensloop
Hij werd achtmaal wereldkampioen hengelen met het Engelse nationaal team, met name in Nottingham (Verenigd Koninkrijk, 1994), Zagreb (Kroatië, 1998), Parijs (Frankrijk, 2001), Lappeenranta (Finland, 2005), Montemor (Portugal, 2006), Spinadesco (Italië, 2008), Mérida (Spanje, 2010) en Warschau (Polen, 2013). Zijn eerste deelname aan het WK was in Coruche (Portugal) in 1993.
Tevens won hij vijfmaal het individueel klassement in deze wedstrijd, met name in Peschiera del Garda (Italië, 1996), Velence (Hongarije, 1997), Zagreb (Kroatië, 1998), Madunice (Slowakije, 2003) en Velence (Hongarije, 2007).

## Palmares

### Individueel
- 1996:  - WK voor landenteams
- 1997:  - WK voor landenteams
- 1998:  - WK voor landenteams
- 2003:  - WK voor landenteams
- 2007:  - WK voor landenteams
- 2013:  - WK voor landenteams
- 2015:  - WK voor landenteams
- 2015:  - WK voor landenteams

### Team
- 1994:  - WK voor landenteams
- 1998:  - WK voor landenteams
- 2001:  - WK voor landenteams
- 2005:  - WK voor landenteams
- 2006:  - WK voor landenteams
- 2008:  - WK voor landenteams
- 2010:  - WK voor landenteams
- 2013:  - WK voor landenteams